# Legend - Part I
Legend - Part I è un album del gruppo statunitense dei Saviour Machine, pubblicato nel 1997, che costituisce la prima parte della trilogia Legend.

## Tracce
1. Overture – 4:42
2. A Prophecy – 1:45
3. I Am – 0:59
4. Legend I:I – 2:42
5. The Lamb – 2:28
6. The Eyes of the Storm – 6:04
7. The Birth Pangs – 6:17
8. The Woman – 5:53
9. The Night – 5:08
10. The Sword of Islam – 6:29
11. Gog: Kings of the North – 8:02
12. The Invasion of Israel – 5:06
13. World War III - The Final Conflict I – 1:48
14. Ten - The Empire – 5:10
15. Legend I:II – 2:42
16. The Beast – 5:36
17. Antichrist I – 6:47

## Formazione
- Eric Clayton - voce
- Jeff Clayton - chitarra
- Charles Cooper - basso
- Jayson Heart - batteria e percussioni
- Nathan Van Hala - pianoforte, tastiere e campionatore